# Lana Bastašić
Lana Bastašić (en serbi: Лана Басташић; Zagreb, 27 d'agost de 1986) és una escriptora serbobosniana. És autora d'una novel·la, de dues col·leccions de contes, d'una col·lecció de poesia i d'un llibre infantil. La seva primera novel·la Atrapa la llebre, publicada en català per Edicions del Periscopi i traduïda per Pau Sanchis Ferrer, va ser seleccionada per al 65è premi NIN a la millor novel·la del 2018, i va guanyar el premi de literatura 2020 de la Unió Europea.

## Biografia
Va créixer a Banja Luka, on es va graduar a la Facultat de Filologia de la Universitat de Banja Luka. Va cursar un màster en estudis culturals a la Facultat de Ciències Polítiques de Belgrad, i a Praga va obtenir un certificat internacional de professora d'anglès. Posteriorment, va viure a Barcelona set anys, on va escriure la primera novel·la Atrapa la llebre. Des de Barcelona, dirigeix una escola d'escriptura creativa en castellà, català i anglès, des de la qual fa també d'editora de la revista literària Carn de cap. La crítica destaca en la seva escriptura les influències d'Elena Ferrante, Lewis Carroll i Vladímir Nabókov.
El gener de 2021, fou una de les 50 personalitats que signar el manifest «Dialogue for Catalonia», promogut per Òmnium Cultural i publicat a The Washington Post i The Guardian, a favor de l'amnistia dels presos polítics catalans i del dret d'autodeterminació en el context del procés independentista català. Els signants lamentaren la judicialització del conflicte polític català i conclogueren que aquesta via, lluny de resoldre'l, l'agreuja: «ha comportat una repressió creixent i cap solució». Alhora, feren una crida al «diàleg sense condicions» de les parts «que permeti a la ciutadania de Catalunya decidir el seu futur polític» i exigiren la fi de la repressió i l'amnistia per als represaliats.
La tardor de 2022 va publicar Dents de llet, un recull de relats que tenen com a tema central la infantesa.

## Obres
- Atrapa la llebre (2018)
- Dents de llet (2022)[10]